# Paraíso, canto quinto

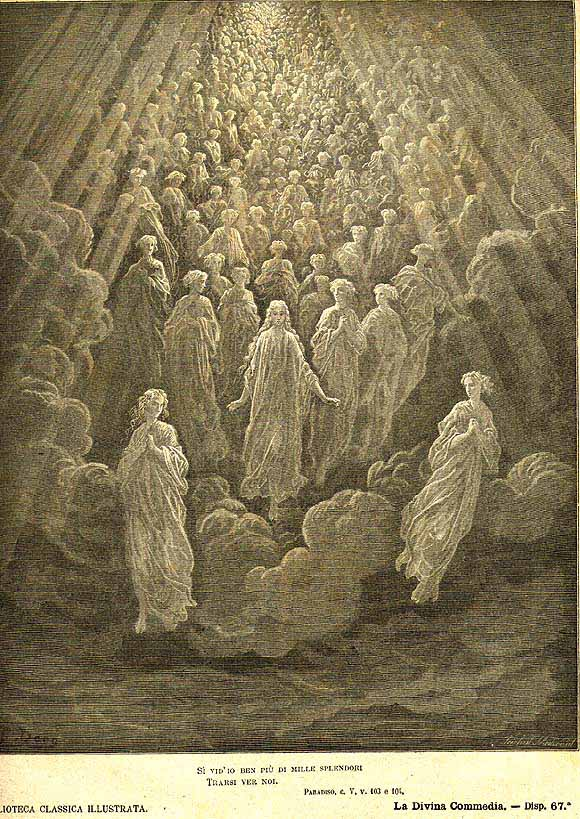
Un alma habla con Dante, ilustración de Gustave Doré

El canto quinto del Paraíso, la tercera parte de la La Divina Comedia del poeta florentino Dante Alighieri, se desarrolla en el cielo de la Luna y en el de Mercurio, donde residen respectivamente las almas de quienes incumplieron sus votos y las de aquellos que hicieron el bien para conseguir fama y honores terrenales. 

## Temas y contenidos

### La doctrina del voto
(vv. 1-63) Antes de responder la cuestión planteada por Dante en el canto precedente, Beatriz explica por qué con su luminosidad lo envuelve, y se muestra complacida con el intelecto del poeta, que empieza a acoger la luz eterna (es decir el bien y la verdad de Dios). 
Beatriz pone de manifiesto el carácter sagrado del voto, tratándose de un pacto entre el hombre y Dios (v.28). En efecto, suscribiéndolo se entrega a Dios libre albedrío el más grande don que dado a la humanidad y solo a ella (vv. 19-24). No se puede por ende emplear de nuevo una libertad ya sacrificada a Dios en un acto voluntario. 
Respecto al hecho de que la Iglesia concede dispensas, Beatriz distingue en los votos dos elementos esenciales: la materia (castidad, humildad, etc.) y la conveniencia (o sea el pacto con Dios). La materia puede de hecho cambiar, aunque solo con el permiso de la Iglesia y si el valor de la nueva oferta es superior al de la anterior. Pero solo es posible cancelar el pacto cumpliéndolo a cabalidad.

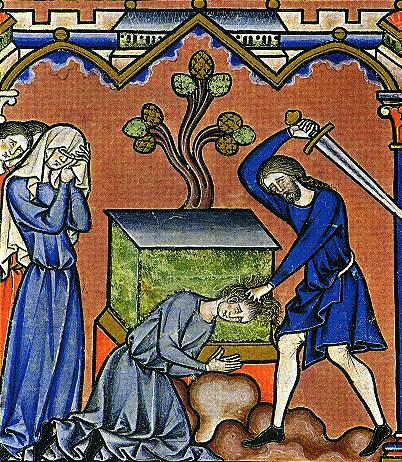
Sacrificio de la hija de Jefté.

### Advertencia a los cristianos
(vv. 64-84) De la suprema importancia del sacrificio que significan los votos se deduce que los cristianos no deban tomar con ligereza aquellos que no puedan mantener, lo mismo que aquellas que implican ofertas desmedidas e impendorables, como la de Jefté, quien en la antigüedad ofreció en sacrificio la primera persona que apareciese ante la puerta de su hogar, y la desafortunada fue su hija. Beatriz concluye con una vibrante exhortación a seguir comportamientos más cautos y a seguir de cerca las enseñanzas de la Biblia y el magisterio de la Iglesia, para no arriesgarse a que los judíos se burlen no sin algo de razón llamándolos "ovejas locas".

### Subida al cielo de Mercurio
(vv. 85-99) Beatriz y Dante suben a continuación al segundo cielo, o de Mercurio, donde se encuentran las almas de quienes durante su existencia terrenal hicieron el bien para alcanzar la fama y conseguir honores.
El paso al cielo di Mercurio se manifiesta con el trasmutar sembiante (transmutar semblante) de Beatriz (v.88). En su rostro cada vez más radiante, el poeta puede notar su propio avance en el camino che que lo lleva a la conquista de la verdad eterna.

### Aparición de un grupo de beatos
(vv. 100-139) En Mercurio aparece un muy nutrido grupo de beatos, cuya identidad desea Dante conocer. Uno de ellos le dirige la palabra declarándose dispuesto a satisfacer sus cuestiones en nombre de la caridad. El poeta le pregunta quién es y por qué se encuentra en ese lugar. En el próximo canto se descubrirá que se trata de Emperador romano Justiniano, quien contestará sus preguntas. En este capítulo se llena de luz por el deseo de responder a la pregunta.